# Liste von Disstracks des deutschen Hip-Hops
Die Liste von Disstracks des deutschen Hip-Hops beinhaltet Disstracks der Genres Battle-Rap und Hip-Hop, die einen Beef zwischen zwei oder mehr Rappern darstellen. Zudem werden hier ironische „Selbst-Disstracks“ aufgeführt, in denen Rapper auf humorvolle Art ihre Kunstfiguren dissen, aber auch umgekehrt.

## Liste
| Jahr | Titel                                                              | von                                                    | gegen | Anmerkung |
| ---- | ------------------------------------------------------------------ | ------------------------------------------------------ | --- | --- |
| 1993 | Erbarmungslos                                                      | Äi-Tiem                                                | Die Fantastischen Vier | Zuerst erschienen auf der EP Kein Kommentar von 1992/93. 1995 neu veröffentlicht auf dem Album Wenn hier einer schießt, dann bin ich das. |
| 1993 | Ohne Warnung                                                       | L.S.D.                                                 | Ko Lute | Disstrack gegen das ehemalige L.S.D. Mitglied Ko Lute, der nach dem Split mit L.S.D. die Gruppe LSD Proton gründete. Erschienen ist der Track auf der ersten Blitz Mob E.P.                                                                                          |
| 1994 | Intro                                                              | Hörzu                                                  | Absolute Beginner, C.U.S., Crak von No Remorze und David Pe von Main Concept | Hörzu, eine Rap-Crew aus Krefeld, veröffentlichte den Track 1994 auf dem IMC Tape 2. Zumindest die Beginner antworteten 1998 auf dem Track Geht was mit der Textzeile „Mein Redefluß fließt, fall nicht hinein, sonst gibt's 'nen Reinfall wie in Krefeld am Rhein“. |
| 1994 | Krieg                                                              | Rödelheim Hartreim Projekt                             | Da Germ | |
| 1997 | Bitte hau mich nicht                                               | Creme de la Creme                                      | Moses Pelham | |
| 1998 | Popschutz                                                          | Spax                                                   | Aleksey, 3P, Toni Cottura, Der Wolf, Bürger Lars Dietrich, Cappuchino, Nana | 1996 erschienen auf der EP Bianca Loves Cars & Spax (Fellatio Ist Mundpropaganda), 1998 veröffentlichte Spax eine neue Version auf seinem Album Privat (Style Fetisch)                                                                                               |
| 2001 | Rache ist süß                                                      | Samy Deluxe                                            | Azad | |
| 2001 | Samy De Bitch!! (7 Lektionen)                                      | Azad                                                   | Samy Deluxe | Reaktion auf Rache ist süß; aus dem Album Leben |
| 2001 | Vack You!                                                          | Bushido, Fler                                          | Vader | Entstand nachdem Vader Berlin verlassen hat. |
| 2001 | Aus Überzeugung                                                    | Sha Karl, Dr. Faustus, Schiko                          | Denyo, Ferris MC, Mongo-Clikke, DJ Stylewarz, Samy Deluxe, Eizi Eiz | Disstrack gegen jeglichen Rap aus Hamburg. Erschienen auf dem Tape Dissen Is M8. |
| 2002 | Finishing Move                                                     | MC Spontan                                             | Raptile | |
| 2002 | Monstablok                                                         | Raptile                                                | MC Spontan | Antwort auf Finishing Move |
| 2002 | Fick MOR (EP)                                                      | MOK                                                    | MOR | Eine EP die aus Disstracks gegen MOR und Marcus Staiger von Royal Bunker besteht, mit Features von u. a. Frauenarzt und MC Basstard |
| 2003 | Renexekution                                                       | Kool Savas, Eko Fresh                                  | MC Rene | |
| 2003 | MC U Reen                                                          | Azad                                                   | MC Rene | |
| 2003 | Sprengt den Bunker                                                 | Rebel One                                              | Marcus Staiger und Royal Bunker | Veröffentlicht auf Bassboxxx Greatest Hits 1998–2003 |
| 2003 | Gegen den Gnom                                                     | MC Rene                                                | Azad | Antwort auf MC U Reen |
| 2003 | Mc Donalds Rapper                                                  | MC Rene                                                | Eko Fresh | Antwort auf Renexekution |
| 2004 | Mein Block (Remix)                                                 | Eko Fresh                                              | Sido | |
| 2004 | Ich & Olli                                                         | Flipstar                                               | Olli Banjo | Olli Banjo bezeichnete das letzte Album von Creutzfeld Jakob als whack und dies ist die Antwort |
| 2004 | Kein Gegner                                                        | Olli Banjo                                             | Flipstar | Antwort auf Ich & Olli |
| 2004 | Die Abrechnung                                                     | Eko Fresh                                              | Kool Savas, Fler, Sido, B-Tight, Bushido | aus dem Album Eko Fresh Presents: German Dream Allstars |
| 2004 | Hollywoodtürke                                                     | Fler                                                   | Eko Fresh, Royal Bunker, Bushido | Antwort auf Die Abrechnung |
| 2005 | Flerräter                                                          | Bushido, Eko Fresh                                     | Fler | Antwort auf Hollywoodtürke |
| 2005 | Du Opfer                                                           | Fler, B-Tight                                          | Eko Fresh | Antwort auf Flerräter |
| 2005 | Das Urteil                                                         | Kool Savas                                             | Eko Fresh | Antwort auf Die Abrechnung; aus dem Album Die John Bello Story |
| 2005 | Die Enthüllung                                                     | MC Rene, Sido                                          | Kool Savas, Eko Fresh, Azad | |
| 2005 | Die meisten meiner Feinde                                          | Fettes Brot                                            | Kool Savas | Antwort auf „Ihr müsst noch üben“ |
| 2005 | insekten                                                           | Too Strong                                             | Sido | |
| 2005 | Wer? Fler?                                                         | Big Derill Mack, Boba Fettt, Marcus Staiger            | Fler | Antwort auf Hollywoodtürke |
| 2005 | Kein Mann                                                          | Automatikk                                             | Bushido | |
| 2005 | Die Abschlachtung                                                  | Favorite                                               | PA Sports | |
| 2005 | Es kann nur einen geben                                            | MOK                                                    | Bushido, Eko Fresh, Kool Savas, Azad | |
| 2005 | Die Wiederbelebung                                                 | PA Sports                                              | Favorite | Antwort auf Die Abschlachtung |
| 2005 | Die Wahrheit                                                       | Favorite                                               | PA Sports | Antwort auf Die Wiederbelebung |
| 2005 | Dicker als Wasser                                                  | Kool Savas, Sinan, Dimi                                | Eko Fresh | |
| 2005 | Fick deine Story                                                   | Eko Fresh, Jadakiss                                    | Kool Savas, Optik Records | |
| 2005 | OR Killaz                                                          | Eko Fresh, Manuellsen, Capkekz, Kay One, Summer Cem    | Optik Records | |
| 2005 | Die Bestrafung                                                     | Eko Fresh, SDiddy, Summer Cem                          | Kool Savas, Optik Records | |
| 2005 | Böser Junge                                                        | Bass Sultan Hengzt                                     | Bushido | Stellungnahme zu seinem Ausstieg bei ersguterjunge |
| 2006 | H.A.T.E.R.                                                         | Kollegah                                               | Sido | Kollegah disst Sido aus Bushidos Sicht |
| 2006 | F.L.E.R.                                                           | Eko Fresh                                              | Fler | Antwort auf Du Opfer |
| 2006 | Pass auf                                                           | Fler, G-Hot, Bass Sultan Hengzt                        | Shok Muzik | |
| 2006 | A.G.G.R.O Gee                                                      | Fler                                                   | Bushido | aus dem Album Trendsetter |
| 2006 | Die Stellungnahme                                                  | Massiv                                                 | Snaga, Manuellsen, Pillath u. a. | |
| 2006 | Fick Bushido (Zurück nach Bonn)                                    | Bass Sultan Hengzt                                     | Bushido | |
| 2006 | H.E.N.G.Z.T.                                                       | Bushido                                                | Bass Sultan Hengzt | Antwort auf Fick Bushido (Zurück nach Bonn) |
| 2006 | SonnyDead                                                          | MOK                                                    | Bushido | |
| 2006 | Was jetzt los!?!                                                   | D-Irie                                                 | Aggro Berlin, Bass Sultan Hengzt | aus dem Album Live dabei |
| 2006 | Ist mir egal                                                       | D-Irie                                                 | Bass Sultan Hengzt | |
| 2006 | Du Opfer Part II                                                   | G-Hot                                                  | Eko Fresh | aus dem Album Aggrogant |
| 2006 | Mach Mein Ding Alleine                                             | MOK                                                    | Bushido | |
| 2006 | A.Z. Pitbull vs. Shmok Muzik                                       | Azad                                                   | Shok Muzik (außer Peshmerga & Crackaveli) | Antwort auf Was jetzt los?!?; aus dem Album Der Bozz – Remix-Version |
| 2006 | Ghettomuzik                                                        | MOK, Problemkind, MC Bogy                              | Shok Muzik | |
| 2006 | Sonny Whack                                                        | MOK                                                    | Bushido | |
| 2006 | Mein Lifestyle                                                     | MOK                                                    | D-Irie, Shok Muzik | |
| 2006 | Ich Bang Dich                                                      | MOK                                                    | D-Irie, Ufuk Sahin | |
| 2006 | Du Opfer                                                           | MOK                                                    | Bushido | |
| 2006 | Massiv hängt                                                       | Snaga, Manuellsen, Pillath                             | Massiv | Antwort auf Die Stellungnahme |
| 2006 | Die Antwort                                                        | Massiv                                                 | Snaga, Pillath, Manuellsen | Antwort auf Massiv hängt |
| 2006 | Für die 3 Bitches                                                  | MOK                                                    | Snaga, Manuellsen, Pillath | |
| 2007 | Das is los!                                                        | Fler, Alpa Gun, Bass Sultan Hengzt                     | D-Irie, Shok Muzik | Antwort auf Was jetzt los!?!; aus dem Album Airmax Muzik |
| 2007 | Der Angriff Part 1                                                 | D-Irie, Ufuk Sahin                                     | Bass Sultan Hengzt, Azad, Bushido, Curse, Eko Fresh, Tony D, Kool Savas, Fler, B-Tight, Sido, G-Hot | |
| 2007 | Der Angriff Part 2                                                 | D-Irie, Ufuk Sahin                                     | Bass Sultan Hengzt | |
| 2007 | Es gibt wieder Zeugnisse                                           | Bass Sultan Hengzt                                     | D-Irie | |
| 2007 | Pop-Muzik                                                          | Fler, G-Hot                                            | D-Irie, Shok Muzik | Antwort auf Was jetzt los!?!; aus dem Album Airmax Muzik |
| 2007 | 100 Bars                                                           | Fler                                                   | Bushido | |
| 2007 | Nochmal 100 Bars                                                   | Fler                                                   | Bushido, Eko Fresh, Shok Muzik, Sentino, Baba Saad, Raptile | |
| 2007 | Ein guter Tag zum Sterben                                          | Kollegah                                               | Separate | aus dem Album Chronik 1 |
| 2007 | Sonnenbank Pimp                                                    | Separate, Vega                                         | Kollegah | Antwort auf Ein guter Tag zum Sterben |
| 2007 | Opferfest                                                          | Massiv                                                 | D-Irie, Shok Muzik | |
| 2007 | Bis die Strasse brennt                                             | Automatikk                                             | Bushido | aus dem Album Killatape 2 |
| 2007 | Pussydo & Gay One Diss                                             | Fler                                                   | Bushido, Kay One | |
| 2007 | Das Ist Ansage!!                                                   | MOK                                                    | D-Irie, Shok Muzik | |
| 2007 | Selfmade Millionär                                                 | Favorite                                               | Fler | |
| 2008 | Hasta La Vista                                                     | Baba Saad                                              | Samy Deluxe, Sido, Fler, Bass Sultan Hengzt, Optik Records | aus dem Album Saadcore (Premium Edition) |
| 2008 | KackVogelFave                                                      | Taichi                                                 | Favorite | |
| 2008 | Aktive Sterbehilfe                                                 | Favorite                                               | Taichi | Antwort auf KackVogelFave |
| 2008 | Flieg nicht so hoch                                                | Taichi                                                 | Favorite | Antwort auf Aktive Sterbehilfe |
| 2008 | 4, 3, 2, 1 (Vielen Dank Aggro Berlin)                              | Bushido                                                | Aggro Berlin | aus dem Album Heavy Metal Payback |
| 2008 | Du bist Scheiße                                                    | Sido                                                   | Bushido, Kay One, Chakuza, Oliver Pocher, Karel Gott, Kollegah, Thomas Godoj, Michel Friedman | aus dem Album Aggro Anti Ansage Nr. 8; Antwort auf Diss aus dem Song Kennst du die Stars? von Bushido und Oliver Pocher |
| 2008 | Todesliste                                                         | Marteria, Jack Hate                                    | Bushido, Kool Savas, Eko Fresh, Sido, King Orgasmus One, Harris, Fler, Jan Delay, Massiv, Bass Sultan Hengzt, Kollegah, Torch, Peter Fox, Die Orsons, Kaas, Farid Bang, Morlockk Dilemma, Haftbefehl, Prinz Porno, Casper | |
| 2008 | Lady Bitch Gay (Album)                                             | Schwartz                                               | Lady Bitch Ray | Das gesamte Album ist ein Diss gegen Lady Bitch Ray |
| 2008 | S.I.D.O.                                                           | Bushido, Kay One                                       | Aggro Berlin, Silla, Alpa Gun | Antwort auf Du bist Scheiße |
| 2008 | Frohe Weihnachten                                                  | Sido, Alpa Gun                                         | Bushido, Kay One | Antwort auf S.I.D.O |
| 2008 | Guten Rutsch                                                       | Silla                                                  | Bushido | Antwort auf S.I.D.O |
| 2008 | Gemein wie 10                                                      | MOK                                                    | Bushido | |
| 2008 | Hero                                                               | Kollegah                                               | Fler | |
| 2008 | King Frank White                                                   | Fler                                                   | Kay One, Bushido, Kollegah, Shok Muzik | |
| 2009 | Props                                                              | Bass Sultan Hengzt                                     | Saad | |
| 2009 | Funkel funkel kleiner Stern                                        | Bass Sultan Hengzt                                     | D-Irie, Saad | |
| 2009 | Live2live                                                          | Kay One                                                | Sido, Alpa Gun | Antwort auf Frohe Weihnachten |
| 2009 | Baby                                                               | Fler, Silla, Jalil                                     | Kollegah | |
| 2009 | Westdeutschlands Kings                                             | Kollegah, Favorite, Farid Bang                         | Fler, Sido, Kitty Kat | aus dem Album Chronik II |
| 2009 | Früher wart ihr Fans                                               | Fler, Silla, Kitty Kat                                 | Kollegah, Favorite | Antwort auf Westdeutschlands Kings |
| 2009 | Der Beweis                                                         | Lumaraa                                                | Kitty Kat | |
| 2009 | Fanpost                                                            | Kollegah                                               | Fler, Sido, Silla, Kitty Kat | Antwort auf Früher wart ihr Fans |
| 2009 | Schrei nach Liebe                                                  | Fler, Sido                                             | Kollegah, Favorite | Antwort auf Fanpost |
| 2009 | 10 Jahre                                                           | Fuhrmann, Tony D                                       | Kollegah, Farid Bang | |
| 2009 | Fresse halten                                                      | Fuhrmann, Alpa Gun, Sido, B-Tight, Bendt               | Kollegah | |
| 2009 | Crime Time                                                         | Kollegah, Farid Bang                                   | Curse, MOK | |
| 2009 | Mr. Lover Lover                                                    | MOK                                                    | Farid Bang | |
| 2009 | Frohe Ostern                                                       | MOK                                                    | Farid Bang, Fler, Bushido | |
| 2009 | Tag ein, Tag aus                                                   | Fler, Nyze                                             | Farid Bang | |
| 2009 | Sozialphobie - Remix                                               | Hollywood Hank, JAW, Favorite                          | Kollegah | |
| 2009 | Grembranxshop Exclusive No. 2                                      | Farid Bang, Summer Cem, Al-Gear                        | Fler | |
| 2009 | Ex-Guter Junge                                                     | Bass Sultan Hengzt                                     | Bushido | Anspielung auf Bushidos Label ersguterjunge; aus dem Album Zahltag |
| 2009 | Hallo Farid                                                        | MOK, MC Basstard                                       | Farid Bang | |
| 2009 | Warnschüsse                                                        | Kollegah                                               | Sido | |
| 2009 | Punisher                                                           | Alpa Gun                                               | Farid Bang, Bushido, Kollegah, Azad | |
| 2010 | Stress ohne Grund                                                  | Farid Bang, Summer Cem                                 | Fler, B-Tight, Sido, MOK | Beat stammt aus dem Song Carlo Coxxx Nutten von Fler |
| 2010 | Schichtwechsel                                                     | Jalil                                                  | Summer Cem | damals noch unter dem Namen Reason |
| 2010 | Fliegenklatsche                                                    | Summer Cem                                             | Jalil, Fler | Antwort auf Schichtwechsel |
| 2010 | Alles gefickt                                                      | Fler                                                   | Sido | |
| 2010 | Wer will Beef?                                                     | Farid Bang                                             | Sido, Fler, Alpa Gun, Franky Kubrick, Sektenmuzik, Silla | Aus dem Album Asphalt Massaka 2 |
| 2010 | Erst Ghetto, dann Promi                                            | Fler                                                   | Sido | |
| 2010 | Anti                                                               | Blockkmonsta, Kaisa                                    | Kollegah | |
| 2010 | Der Einspruch                                                      | Eko Fresh                                              | Kool Savas | Antwort auf Das Urteil, Eko Fresh äußert sich 5 Jahre später nochmal zum alten Beef mit Kool Savas |
| 2010 | Wer ist dieser Laas?                                               | Headtrick, Kollegah                                    | Laas Unltd. | Ein von Headtrick eingerappter und Kollegahs Stimme immitierter Disstrack, bei dem Kollegah die Hook singt und sich im letzten Part zu Wort meldet. |
| 2010 | Fick dich Felix                                                    | Laas Unltd.                                            | Kollegah | Antwort auf Wer ist dieser Laas? |
| 2010 | Ya Sippi                                                           | Fard                                                   | MOK, Kay One, Sido | |
| 2010 | Fard zur Hölle                                                     | MOK u. a.                                              | Fard | Antwort auf Ya Sippi |
| 2010 | Der Verweis                                                        | Ali As                                                 | Casper | |
| 2011 | Banger leben kürzer                                                | Farid Bang                                             | Sido | aus dem Album Banger leben kürzer |
| 2011 | Südberlin auf Bewährung                                            | Fler                                                   | Kollegah, Farid Bang | aus dem Album Airmax Muzik II |
| 2011 | Ich und keine Maske Flavour                                        | Fler                                                   | Sido | aus dem Album Airmax Muzik II |
| 2011 | 100 Bars                                                           | PA Sports                                              | Manuellsen | |
| 2011 | Swagga Alarm                                                       | KC Rebell                                              | Money Boy | aus dem Hoodmoney Freetape |
| 2011 | Private Paul                                                       | JAW                                                    | Private Paul | |
| 2011 | Du willst EmoPunkRap kaufen                                        | Private Paul                                           | JAW | Antwort auf Private Paul von JAW |
| 2011 | Ghettoblaster                                                      | Fler                                                   | Farid Bang | |
| 2012 | Sportsfreund                                                       | Kay One, Shindy                                        | Cro, Vega, Fard | aus dem Album Prince of Belvedair |
| 2012 | Nobody                                                             | Sun Diego                                              | Julien Sewering | |
| 2012 | Diss & Zerberstung                                                 | BattleBoi Basti                                        | Money Boy | |
| 2012 | Geh beiseite                                                       | Fler, Silla                                            | Kollegah, Farid Bang | aus dem Album Südberlin Maskulin II |
| 2012 | Fick deine Mutter Stadt                                            | G-Hot, Nicone                                          | Kollegah, Farid Bang | |
| 2012 | Alles war Die Sekte                                                | Alpa Gun                                               | Sektenmuzik | Eher Realtalk als ein Disstrack |
| 2012 | Molotov                                                            | Fard                                                   | Kay One, Sido, Die Orsons | gleichzeitig Antwort auf Sportsfreund |
| 2012 | Desert Eagle                                                       | Blockkmonsta                                           | Kollegah | |
| 2012 | Bravo wurde zensiert                                               | DCVDNS                                                 | Silla | |
| 2012 | Intro (Mobbing Musik)                                              | Majoe & Jasko                                          | Cro, Olli Banjo, Fler, Silla, Laas Unltd., G-Hot u. a. | |
| 2012 | 100 Bars Reloaded                                                  | PA Sports                                              | Bushido, Sido, Haftbefehl, Massiv | |
| 2012 | Kalaschnikow Flow                                                  | SadiQ                                                  | Kollegah | |
| 2012 | Abstand Bruder                                                     | Al-Gear                                                | MOK | |
| 2012 | Schwulien                                                          | Money Boy                                              | Julien Sewering | aus dem Album Cola in meinem Tank; Disstrack-Trilogie: 1. Schwulien (Kein JuliensBlog Diss), 2. Schwulien du Keck, 3. R.I.P. Schwulien |
| 2013 | Whack                                                              | JuliensBlog (Julien Sewering)                          | Fler | |
| 2013 | Banana Bang                                                        | JuliensBlog                                            | Farid Bang | |
| 2013 | Bordsteinschwalbe                                                  | JuliensBlog                                            | Schwesta Ewa | |
| 2013 | Chamela                                                            | JuliensBlog, Sun Diego                                 | Haftbefehl | Hook von Sun Diego gerappt (beim genaueren Hinhören) |
| 2013 | Schmink Boss                                                       | JuliensBlog                                            | Kollegah | |
| 2013 | Thainutten Blues                                                   | JuliensBlog                                            | Kay One, Bushido | Whack bis zu diesem Lied sind Disstracks aus dem Album ANALyse |
| 2013 | Schluss aus Mickey Maus                                            | Bahar                                                  | Bushido | |
| 2013 | Alles kommt zurück                                                 | Cashmo                                                 | Baba Saad | |
| 2013 | Mut zur Hässlichkeit                                               | Fler                                                   | Kollegah, Farid Bang | aus dem Album Blaues Blut |
| 2013 | Alkoholisierte Pädophile                                           | Shindy                                                 | Kay One | |
| 2013 | Opferfest 2                                                        | Massiv                                                 | Alpa Gun, PA Sports | |
| 2013 | Gnadenstoß                                                         | PA Sports                                              | Massiv | Antwort auf Opferfest 2 |
| 2013 | Nichts als die Wahrheit                                            | Kay One                                                | Bushido, Shindy | |
| 2013 | Jim Knopf                                                          | Baba Saad                                              | Kay One | |
| 2013 | Leben und Tod des Kenneth Glöckler                                 | Bushido                                                | Kay One | |
| 2013 | Duschkopf, Edgar H20 und Du bist ein Schluck Wasser                | Money Boy                                              | Edgar Wasser | |
| 2013 | Dein Shirt ist nicht kugelsicher, Du widerst mich an und Geldjunge | Edgar Wasser                                           | Money Boy | Antwort auf Money Boys Diss |
| 2013 | Pullunder Mann                                                     | Money Boy                                              | DCVDNS | |
| 2013 | Warmes Blut                                                        | Kaisaschnitt                                           | Blokkmonsta | |
| 2013 | Leben und Streben des Friedrich Kautz                              | Antilopen Gang                                         | Prinz Pi | |
| 2014 | Wühlmaus (Marcelscorpion Disstrack)                                | Empiio & ApoRed                                        | Marcel Scorpion | |
| 2014 | Flersguterzinker                                                   | Toony, Twin                                            | Fler | |
| 2014 | Mann gegen Memme                                                   | MC Bogy                                                | Fler | |
| 2014 | Junge mit Charakter                                                | Fler                                                   | Bushido, Djorkaeff, Beatzarre, MoTrip, Nicone, DJ Gan-G, Jalil, Animus, Hijackers, Katja, Congo, Farid Bang, Toony, Kollegah                                                                                              | |
| 2014 | Moneyrain Empire 2.0                                               | Sun Diego, John Webber, Juri                           | Kollegah, Laskah | |
| 2014 | Gnadenstoß                                                         | Majoe                                                  | Fler, G-Hot, Silla | |
| 2014 | Joko Diss                                                          | Eko Fresh, Frauenarzt, Manny Marc & Bass Sultan Hengzt | Joko Winterscheidt | Antwort auf einen Disstrack, den Joko Winterscheidt für Circus HalliGalli während eines Sido-Konzertes performte |
| 2014 | Money Boy                                                          | KC Rebell, Majoe                                       | Money Boy | aus dem Album Rebellution |
| 2014 | Junge mit Carazza                                                  | Animus                                                 | Fler | Antwort auf Junge mit Charakter |
| 2014 | MC Fetti du Biersäufer                                             | Money Boy                                              | MC Fitti | |
| 2014 | Dann doch lieber Cola                                              | 4tune                                                  | Die Fantastischen Vier | nachdem letztere 4tune aufgrund unerlaubter Benutzung des Markennamens verklagt hatten |
| 2014 | Hasta La Vista 2                                                   | Baba Saad                                              | SadiQ, Toony, Toxik, Kay One | |
| 2014 | Image oder Imagine 3000                                            | Hollywood Hank                                         | Favorite, JAW, Kollegah, Marteria | Favorite und JAW waren ehemalige Partner von Hollywood Hank, Bak Ta Ehli ist das Synonym, als welches er diesen Song veröffentlicht hat. |
| 2014 | Headshot                                                           | SadiQ                                                  | Baba Saad, Majoe | Antwort auf Hasta La Vista 2 |
| 2014 | Saad El-Haddad                                                     | Toony                                                  | Baba Saad | Antwort auf Hasta La Vista 2 |
| 2014 | WASSERKOPF                                                         | Jasko                                                  | SadiQ | Antwort auf Headshot |
| 2014 | Tag des Jüngsten Gerichts                                          | Kay One                                                | Bushido, Eko Fresh, Jaysus, Shindy, Ali Bumaye, Arafat | Antwort auf Leben und Tod des Kenneth Glöckler |
| 2014 | Tag des dümmsten Gesichts                                          | Jaysus                                                 | Kay One | Antwort auf Tag des Jüngsten Gerichts |
| 2014 | Dr. Evil                                                           | Kay One                                                | Jaysus | Antwort auf Tag des dümmsten Gesichts |
| 2014 | Bleipatronen                                                       | Bushido                                                | Kay One, Lena Meyer-Landrut | |
| 2014 | Messerstecherei                                                    | Bushido                                                | Kay One, Emory, MC Fitti, Oliver Pocher | |
| 2014 | Mitten in der Nacht                                                | Bushido                                                | Kay One, Fler | |
| 2014 | Polizeigriff                                                       | Bushido                                                | Dieter Bohlen, Juliensblog, Kay One, Oliver Pocher, Samy Deluxe | |
| 2014 | Sturmmaske                                                         | Bushido                                                | Bill Kaulitz, Emory, Kay One, Paul Kalkbrenner, Schwester S | |
| 2015 | 250 Bars Payback                                                   | PA Sports                                              | Haftbefehl, Capo | |
| 2015 | Schluss mit Gerede                                                 | Bushido                                                | Kay One | aus dem Album Carlo Cokxxx Nutten 3 |
| 2015 | Wenn dein Kiefer bricht                                            | Bushido                                                | Fler, Kay One | Bonustrack aus dem Album Carlo Cokxxx Nutten 3 (nur in der Deluxe-Box enthalten) |
| 2015 | Frank vs. Fler                                                     | Fler                                                   | Fler | Selbstironischer Battlerap-Track, bei dem Fler gegen sein Alter Ego Frank White antritt |
| 2015 | Kein Rapper                                                        | Gio                                                    | Liont | |
| 2015 | Sto Lat                                                            | Toony                                                  | Schwesta Ewa | |
| 2015 | Mein Zuhause                                                       | Jalil, Fler                                            | Toony, Farid Bang, Jasko, Summer Cem, Majoe | Bonustrack aus dem Album Das Leben hat kein Air System |
| 2015 | Asozialer Marokkaner                                               | Farid Bang                                             | Fler, Ferris MC, Laas Unltd. | |
| 2015 | Tag der Abrechnung                                                 | Farid Bang                                             | Nazar, Fler, Kitty Kat | |
| 2015 | Ehrenmann                                                          | Separate                                               | Toony | |
| 2015 | A.U.F.D.S.F                                                        | Toony                                                  | Separate | Antwort auf Ehrenmann |
| 2016 | Ewa mein Schatz                                                    | Toony                                                  | Schwesta Ewa | |
| 2016 | Tijara im Pyjama                                                   | Seyed                                                  | Chakuza, Kitty Kat, Separate, Metrickz, Lance Butters usw. | aus dem Album Engel mit der AK |
| 2016 | Dizz da                                                            | KC Rebell                                              | Xatar | |
| 2016 | Chaos                                                              | Alpa Gun, Samra                                        | 187 Strassenbande | |
| 2016 | Reality Check                                                      | Fler                                                   | Kollegah | aus der EP Bewährung vorbei |
| 2016 | Fanpost 2                                                          | Kollegah                                               | Fler | |
| 2016 | South District                                                     | Animus                                                 | Fler | |
| 2016 | Stute                                                              | Bass Sultan Hengzt                                     | Jennifer Rostock | |
| 2016 | BLK Entourage                                                      | Chakuza, Bizzy Montana                                 | Bass Sultan Hengzt | |
| 2016 | Bang Bang                                                          | MOK, Kalif                                             | Farid Bang | |
| 2016 | Abu Farid                                                          | MOK                                                    | Farid Bang | |
| 2017 | Seitenstich                                                        | Bass Sultan Hengzt                                     | Chakuza, Bizzy Montana | Antwort auf BLK Entourage |
| 2017 | Started from the Bottom/Apocalyptic Infinity                       | Sun Diego/SpongeBOZZ                                   | Kollegah, Selfmade-Crew, Freunde von Niemand-Crew, MoTrip, Fler, Sentino, 187 Strassenbande, John Webber, Seyed, Bonez MC, RAF Camora, Kay One, JokA                                                                      | |
| 2017 | Rolex oder Handschelle                                             | Sun Diego                                              | Fler, John Webber, Shirin David | |
| 2017 | La Familia                                                         | Sun Diego                                              | Fler, Zuna, Silla | |
| 2017 | 1%er                                                               | Sun Diego                                              | Fler, Toony, Sentino, Kay One | |
| 2017 | Machinegunflows                                                    | Sun Diego                                              | Fler, Kollegah | |
| 2017 | Bluff Millimet                                                     | Sun Diego                                              | Miami Yacine, Ufo361, Azet | |
| 2017 | Legacy (letzter Part)                                              | Kollegah                                               | SpongeBOZZ | Antwort auf Started from the Bottom/Apocalyptic Infinity |
| 2017 | Bonnie & Clyde                                                     | Juri                                                   | Silla | |
| 2017 | HS.HC                                                              | PA Sports, Kollegah                                    | Sun Diego, Julien Sewering, Sido, Sentino, Marcus Staiger | |
| 2017 | Napoleon Komplex                                                   | Sun Diego                                              | PA Sports | Antwort auf HS.HC |
| 2017 | Nicht wie wir / Sunny                                              | PA Sports                                              | Sun Diego/SpongeBOZZ, Julien Sewering | Antwort auf Napoleon Komplex |
| 2017 | Grabrede                                                           | Julien Boss (Julien Sewering)                          | PA Sports | Antwort auf HS.HC und Nicht wie wir / Sunny |
| 2017 | Julia                                                              | PA Sports                                              | Julien Sewering | Antwort auf Grabrede |
| 2017 | Payback #forsundiego (Eierkinn Diss)                               | Sun Diego                                              | John Webber, Robbie Banks | Antwort auf Hit Em Up, auch als Kapitel 1–5 auf der zusätzlichen Payback #forsundiego CD verfügbar |
| 2017 | Sufferin from Success                                              | Kollegah, Gregpipe                                     | Laas Unltd. | |
| 2017 | JBB 2018 Qualifikation                                             | Timatic                                                | Laskah | gleichzeitig auch Timatics Qualifikation für das JBB 2018 |
| 2017 | #Judas                                                             | Der Asiate, Lumaraa                                    | Gio | |
| 2017 | Farid Ben & Friend (JBG3 Disstrack)                                | Kollegah, Farid Bang                                   | Kollegah, Farid Bang | Ironischer Disstrack in dem sich Kollegah und Farid Bang im Zuge der Promophase für Jung, brutal, gutaussehend 3 selbst dissen. |
| 2017 | 100 BARS / WAKE-UP CALL                                            | Punch Arogunz                                          | Baba Saad | nach dem Weggang von allen aus der Halunkenbande ist dies die Stellungnahme, auch auf seinem Album Schmerzlos drauf |
| 2017 | Medley                                                             | MOK                                                    | Farid Bang | |
| 2017 | Freitag der 13.                                                    | MOK                                                    | Farid Bang, Kollegah | |
| 2017 | Ave Maria                                                          | Kollegah, Farid Bang                                   | Bushido, Shindy, Ali Bumaye, Laas Unltd, MOK, Sido | aus dem Album Jung, Brutal, Gutaussehend 3 |
| 2017 | Gamechanger                                                        | Kollegah, Farid Bang                                   | Bushido, Sun Diego, KMN Gang, MOK, Laas Unltd., Shindy | |
| 2017 | Rap wieder Rap                                                     | Kollegah, Farid Bang                                   | Ferris MC, Teesy, Bushido, Ali Bumaye, Shindy, Sierra Kidd, Sido, Chakuza | |
| 2017 | Warlordz                                                           | Kollegah, Farid Bang                                   | Sido, KMN Gang, Estikay, Chakuza, MOK, Laas Unltd. | aus dem Album Jung, Brutal, Gutaussehend 3 |
| 2017 | Jung brutal gutaussehend 2017                                      | Kollegah, Farid Bang                                   | Bushido, Laas Unltd, Sido, Juju, Sun Diego, Ali Bumaye, Shindy | |
| 2017 | Älter brutaler skrupelloser (Outro)                                | Kollegah, Farid Bang                                   | Sido, Ali Bumaye, Bushido | |
| 2017 | Ja ich will                                                        | Kollegah, Farid Bang                                   | Sun Diego, Sido, Curse, Cro, DJ Desue | |
| 2018 | Ich ficke die Fotzen, die du deine Crew nennst                     | MOK                                                    | Farid Bang, Kollegah | |
| 2018 | Intro Ghetto Control                                               | MOK                                                    | Farid Bang, Kollegah | |
| 2018 | Limit                                                              | Nazar                                                  | RAF Camora | |
| 2018 | Guilty 400                                                         | PA Sports                                              | KC Rebell | |
| 2018 | Düsseldorfer 2                                                     | Al-Gear, Kollegah, Farid Bang                          | MOK, Bushido, Firuz K | |
| 2018 | G-Modelle                                                          | Kollegah, Farid Bang                                   | Helene Fischer | |
| 2018 | Der letzte Krieg                                                   | Kollegah, Farid Bang                                   | Shindy | |
| 2018 | Mephisto                                                           | Bushido                                                | Arafat | auf dem Album Mythos erschienen |
| 2018 | Ach Patrick Ach                                                    | Capital Bra                                            | Fler | |
| 2018 | Kool Savas                                                         | Favorite                                               | Kool Savas | aus dem Album Harlekin 2 |
| 2018 | Großkaliberschüsse                                                 | Farid Bang, Jigzaw                                     | Shindy, MOK, Silla, Sierra Kidd | |
| 2019 | Fick 31er                                                          | Capital Bra & Samra                                    | Bushido | |
| 2019 | 100 Bars / Snooze Button                                           | Punch Arogunz                                          | Baba Saad | weiterer Diss gegen Saad, nachdem er wieder ein Lebenszeichen von sich gab |
| 2019 | Der Klügere gibt Gras                                              | Herzog                                                 | Plusmacher | aus dem Album OG mit Herz |
| 2019 | Schwarzmond                                                        | Seyed                                                  | altes Alpha Music Empire-Management, Gent | |
| 2019 | Noname                                                             | Fler                                                   | Bushido | Antwort auf Bushidos Disses in den Songs Ronin und Renegade |
| 2019 | Road2Goat                                                          | Shindy                                                 | Bushido | |
| 2019 | ersgutervmann                                                      | Sinan-G                                                | Bushido | Anspielung auf Bushidos Label ersguterjunge |
| 2019 | Es ist Juri                                                        | Julien Boss                                            | Juri | |
| 2020 | Auf Wiedersehen                                                    | Mozzik                                                 | Loredana | |
| 2020 | Fck Fler                                                           | Sentino                                                | Fler | |
| 2020 | Carot Cake                                                         | Sentino                                                | Fler | |
| 2020 | Alman                                                              | Sentino                                                | Fler | |
| 2020 | Blei                                                               | Bushido                                                | Aria Nejati, Fler, Rooz, Leon Lovelock | |
| 2020 | Ehrenmann 90Bpm                                                    | Fler                                                   | Bushido | Antwort auf Bushidos Disses im Song Blei |
| 2020 | Patricia                                                           | NU                                                     | Fler | |
| 2020 | Kleine miese Type                                                  | Antilopen Gang                                         | Oliver Pocher | Das Video ist gerahmt von zwei Fernsehbeiträgen mit Pocher. In ersterem nennt Harald Schmidt diesen eine „kleine miese Type“ (aus der Sendung Schmidt & Pocher). |
| 2020 | Influenza                                                          | Oliver Pocher & Amira Pocher                           | Anne Wünsche, Dominic und Sarah Harrison, Jörn Schlönvoigt, Yeliz Koç | Verwendeten die Pseudonyme Straßencobra und Straßenkatze. Der Beat stammt von Alex Christensen. |
| 2020 | WACHT AUF!!!!!!!!!!                                                | Edgar Wasser                                           | Xavier Naidoo, Leon Lovelock, Kollegah | |
| 2020 | Death Row                                                          | Juri, Sun Diego                                        | Mois, Sinan-G | |
| 2020 | 2003                                                               | Juri, Bushido                                          | SadiQ, J-Luv, Fler, Shirin David, Rooz, Mois | |
| 2020 | Kalaschnikow Flow 2                                                | SadiQ                                                  | Bushido | Antwort auf Bushidos Disses im Song 2003 |
| 2020 | Xmassaker                                                          | Asche                                                  | Noah, Shirin David, RIN, Yin Kalle, MOK | |
| 2021 | HIStory                                                            | Asche                                                  | Mois, SadiQ, Sentino | |
| 2021 | Jahrhunderttalent                                                  | Asche                                                  | Mois, Bonez MC, Sinan G, Rooz, Katja Krasavice, SadiQ, Maestro | |
| 2021 | Hast du Bars?! #freestyle6                                         | Animus                                                 | SadiQ, Ali Bumaye, Fler | |
| 2021 | Aschenputtel                                                       | Sentino                                                | Asche | Antwort auf HIStory |
| 2021 | Nur noch Asche...                                                  | Maestro                                                | Asche, Kollegah | Antwort auf HIStory |
| 2021 | Die Augen lügen nie Chico                                          | Capital Bra                                            | Samra | |
| 2021 | 20 Jahre Beef                                                      | Jonny Bockmist                                         | Jan Delay | Antwort auf ein Interview bei BackspinTV |
| 2021 | DRIMB                                                              | Kool Savas                                             | Laas Unltd. | |
| 2021 | Feind von jedem                                                    | Asche                                                  | Samra, Shirin David, Sinan-G, Maestro, Mois | |
| 2021 | King Sonny Black                                                   | Bushido                                                | Sinan-G, Fler, Bass Sultan Hengzt, Rooz, Mois | |
| 2021 | Golddiggaz Freestyle                                               | Animus                                                 | SadiQ | |
| 2021 | Kuschelido                                                         | Cashmo                                                 | Bushido, Animus, Baba Saad | Antwort auf Bushidos Reaktion zu Cashmos Enthüllungsvideo (Sexuelles Bedrängen Minderjähriger) |
| 2021 | Bis hier hin                                                       | Capkekz                                                | Farid Bang | |
| 2021 | Giftgrünes B                                                       | Bushido                                                | Fler, Samra | |
| 2021 | Magazin für Magazine                                               | Bushido                                                | Rooz, Visa Vie, MC Bogy, Rap.de, Oliver Marquardt Juice, Hiphop.de, Falk Schacht, Jule Wasabi, 16BARS, Leon Lovelock | |
| 2021 | Heavy Metal Payback 2                                              | Bushido, Animus, Baba Saad                             | Samra, Sinan-G, Fler, Bass Sultan Hengzt, Rooz, Mois, Manuellsen, Shirin David | |
| 2021 | Ghettofaust 2                                                      | Bushido                                                | Fler, Bass Sultan Hengzt, Samra | |
| 2021 | 90er Berlin                                                        | Bushido                                                | Rooz, Fler, Bass Sultan Hengzt, Manuellsen | |
| 2021 | Finito (Tag Z)                                                     | Capkekz                                                | Farid Bang | |
| 2021 | XMASSAKER 2                                                        | Asche                                                  | Maestro, Sinan G, Bonez MC, Shindy, RIN, Anonym | |
| 2022 | A.C.A.B III                                                        | SpongeBOZZ                                             | Badmómzjay, Lil Lano, Silla | |
| 2022 | Junkie Rapper                                                      | Silla                                                  | Sun Diego/SpongeBOZZ | Antwort auf seinen Diss in A.C.A.B III |
| 2022 | Fynn Ofarim (Diss)                                                 | 4tune                                                  | Gil Ofarim, Fynn Kliemann | |
| 2022 | Finito 2                                                           | Capkekz                                                | Farid Bang, Fler | |
| 2022 | Benzinkanister                                                     | Asche                                                  | Samra, Anonym | |
| 2022 | DO NOT DISTURB X FLY TO DEATH FREESTYLE                            | Robbie Banks                                           | Kollegah | |
| 2022 | Modus Mio brennt                                                   | Johnny Diggson                                         | Shirin David, T-Low, Data Luv | |
| 2022 | Fler hat es mir beigebracht                                        | Laas                                                   | Fler | Humorvoller Blick auf seine Zeit bei Maskulin (2016–2017) |
| 2023 | Wendehals                                                          | Jaysus                                                 | Animus | |
| 2023 | Steven Feldmann Freestyle                                          | Jaysus                                                 | Manuellsen, Bözemann, Steven Feldmann | Reaktion auf Stream-Unterhaltungen zwischen dem Neonazi Steven Feldmann und den Rappern Manuellsen und Bözemann. |
| 2023 | Brat za brata                                                      | Scenzah, JURI, Sun Diego, Mois                         | Maestro, Animus, Asche, Bushido | |
| 2023 | Flernichtung                                                       | Fabre                                                  | Fler | |
| 2023 | Frauen                                                             | Katja Krasavice                                        | Dieter Bohlen | |
| 2023 | In seiner Blüte                                                    | Kollegah                                               | Shindy | |
| 2023 | Kommissar Bra                                                      | Ngee                                                   | Capital Bra, Samra | |
| 2023 | Realtalk Raw                                                       | Jigzaw                                                 | Kollegah | |
| 2023 | Inviktus                                                           | Jigzaw                                                 | 18 Karat, Nimo, Shirin David | |
| 2023 | Free Spirit                                                        | Shindy                                                 | Kollegah, Farid Bang, Fler, Jaysus, Kay One | |
| 2023 | Felix Blume vs Kollegah                                            | Kollegah                                               | Kollegah | Ironischer Selbst-Disstrack aus Kollegahs „Battlefriendz EP“ |
| 2023 | Shindy vs Michi                                                    | Kollegah                                               | Shindy | Aus Kollegahs „Battlefriendz EP“ |
| 2023 | Allein gegen alle (Intro)                                          | Farid Bang                                             | Shindy | |
| 2023 | Ja Capi                                                            | Capital Bra                                            | Bushido, Ngee, Yakary, Arafat Abou-Chaker | Vorzeitige Antwort auf Dark Knight |
| 2023 | Dark Knight                                                        | Bushido                                                | Capital Bra | |
| 2023 | capidiss.wav                                                       | Yakary                                                 | Capital Bra | Antwort auf JA CAPI |
| 2023 | Jemand                                                             | Farid Bang                                             | Shindy, T-Low | |
| 2023 | Für Immer                                                          | PA Sports, Yakary                                      | Fler, Fat Comedy, Bass Sultan Hengzt, Oliver Pocher | |
| 2023 | Wer bist du?!                                                      | Kianush                                                | Fler | |
| 2023 | Flergate                                                           | PA Sports                                              | Fler | |
| 2023 | Kein Superstar                                                     | Silla                                                  | Kianush | Antwort auf Wer bist du?! |
| 2023 | Freitag der 13.                                                    | Farid Bang, Kollegah                                   | Shindy | |
| 2023 | Von jedem der Feind                                                | Fler                                                   | PA Sports, Shirin David, Bushido, Laas Unltd., T-Low, Animus, Shindy, Juju, Marvin California, Jay Jiggy, Kianush, Pashanim                                                                                               | |
| 2023 | Schweine & Diamanten                                               | Mosenu                                                 | Fler | |
| 2023 | Knaben Bars [Warm up]                                              | Animus                                                 | Fler, Manuellsen, Azad, Kool Savas, Shirin David, Badmómzjay, Ufo361 | |
| 2023 | Arkham Asylum                                                      | Capital Bra                                            | Bushido | Antwort auf Dark Knight |
| 2023 | 50BARS (Free for All)                                              | Jigzaw                                                 | Yakary, PA Sports, Ego, Kollegah, Farid Bang, Life is Pain | |
| 2023 | Trauerspiel (Rooz Disstrack)                                       | Twizzy, Cashisclay & KuchenTV                          | Rooz Lee, Sinan-G | |
| 2023 | Banana Bars                                                        | Animus                                                 | Fler, Manuellsen, Mois, Sinan G | |
| 2023 | Eichhörnchen Freestyle                                             | Shindy                                                 | Kollegah | |
| 2023 | Kristallmatte Freestyle                                            | Shindy                                                 | Kollegah, Farid Bang | |
| 2024 | Revolvergebiss                                                     | Animus                                                 | Fler, Manuellsen, Mois, Badmómzjay, Ufo361, Takt32 | |
| 2024 | Hard Knock Life EP                                                 | Jigzaw                                                 | PA Sports, PA Sports Frau, Life is Pain | |
| 2024 | Technisches K.O.                                                   | Farid Bang                                             | Bözemann, Capkekz | |
| 2024 | K.O.                                                               | Asche                                                  | Sun Diego, Bushido | |
| 2024 | Deutschraps Wendehals                                              | Jaysus                                                 | Animus | |
| 2024 | Burj Khalifa                                                       | Bushido                                                | Manuellsen, Sinan G, Samra, Bonez MC, Kollegah | |
| 2024 | Jana                                                               | Herr Kuchen                                            | Jindo109 | |
| 2024 | Ty Dolla Sign                                                      | Asche                                                  | Bushido | |
| 2024 | Turbulenzen                                                        | Asche                                                  | Sun Diego, Mois, Shindy | |
| 2024 | Dominanz                                                           | Asche                                                  | Sun Diego | |
| 2024 | Rapstickista                                                       | Jaysus                                                 | Rapsta | Disstrack gegen ehemaliges Signing |
| 2024 | Wenn ich will                                                      | Bushido                                                | Bonez MC, Finch | |
| 2024 | Finito Gold                                                        | Capkekz                                                | Farid Bang | |
| 2024 | M.D.K.                                                             | Bushido, Animus                                        | Manuellsen, Bonez MC, Finch, Fler, Badmómzjay | |
| 2024 | Dizz nicht                                                         | Sero el Mero                                           | Xatar | |
| 2024 | Kreide 2                                                           | Capital Bra, King Khalil                               | Bushido | |
| 2024 | Klartext (Hallo Bu)                                                | Baba Saad                                              | Bushido | |
| 2024 | Sidequest                                                          | Kollegah                                               | Shindy | |
| 2024 | Obdachloser                                                        | Farid Bang                                             | Mois | |
| 2024 | Stan in the Mirror                                                 | Sun Diego                                              | Mois | |
| 2024 | 911                                                                | Farid Bang                                             | Mois, Bushido, Shindy | aus dem Album XII |
| 2024 | Saigon Freestyle                                                   | Animus                                                 | Manuellsen, Capital Bra | |
| 2024 | ach boonie ach                                                     | Yung Saint Paul                                        | Boondawg | [ 8 ] |
| 2024 | Kein Pardon                                                        | Julien Boss                                            | Jay Jiggy | |
| 2024 | Gib mir deine Hand                                                 | Farid Bang                                             | Bero Bass | |
| 2024 | Echo                                                               | Bero Bass                                              | Farid Bang | Antwort auf Gib mir deine Hand |
| 2024 | Wir vermissen dich                                                 | Jay Jiggy                                              | Julien Boss | Antwort auf Kein Pardon |
| 2024 | Ultima Ratio                                                       | Julien Boss                                            | Jay Jiggy | Antwort auf Wir vermissen dich |
| 2024 | Lichtermeer                                                        | Fler, Saad                                             | Bushido, Shindy, Animus, Juju, Shirin David | |
| 2024 | Kein ADHS                                                          | Julien Boss                                            | Jay Jiggy | |
| 2024 | 250 Bars Suicide                                                   | PA Sports                                              | Fler, Capital Bra, Jaysus, Moe Phoenix, PA Sports | |
| 2024 | Sag meinen Namen                                                   | Fler, Saad                                             | Bushido, Shindy, Shirin David | |
| 2024 | Xmassaker 4                                                        | Asche                                                  | Sun Diego, Ufo361, Sinan-G, Mois, Bushido, Shindy, Shirin David | |
| 2025 | Surprise                                                           | Loredana                                               | Shirin David, Katja Krasavice | |
| 2025 | Dissrespekt                                                        | Twizzy, Cashisclay & KuchenTV                          | u. a. Shurjoka, Aline, Freiraumreh, Jaysus, Rooz, Sinan-G | Album mit diversen Disstracks |
| 2025 | Der Rohat                                                          | Der Rohat & Kollegah                                   | verschiedene YouTuber | |
| 2025 | Trymacs Disstrack                                                  | ApoRed & Empiio                                        | Trymacs | |
| 2025 | CARLO GANGSTER LIFESTYLE                                           | Fler, Saad                                             | MC Bogy, Bushido, Shirin David, Shindy | |
| 2025 | zelimkhan                                                          | Mois                                                   | Capkekz | |
| 2025 | Statement                                                          | Ra’is                                                  | Xatar | |
| 2025 | Fick das Gesetz                                                    | Fler, Saad                                             | PA Sports | |
| 2025 | karatdiss.mp3                                                      | Yakary                                                 | 18 Karat, Capital Bra | |
| 2025 | Endlich wieder                                                     | Saad, PA Sports                                        | Bushido | |
| 2025 | Cookit                                                             | Kolja Goldstein                                        | Yakary | |
| 2025 | Snake                                                              | Johnny Diggson                                         | Marvin California | |